# Gudermès
Gudermès (en rus Гудерме́с) és una ciutat de Txetxènia, situada al riu Sunja, 36 km a l'est de Grozni. L'any 2002 tenia 33.756 habitants. Fins al 1941 va ser un assentament rural. A partir d'aleshores, es convertí en una cruïlla ferroviària entre Rostov del Don, Bakú, Astracan i Mozdok. La indústria local s'ha basat en l'extracció de petroli.